# Hartbrekerpuzzel

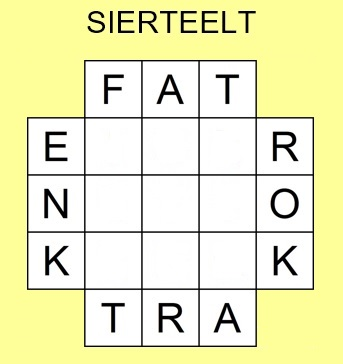
Voorbeeld van een hartbrekerpuzzel

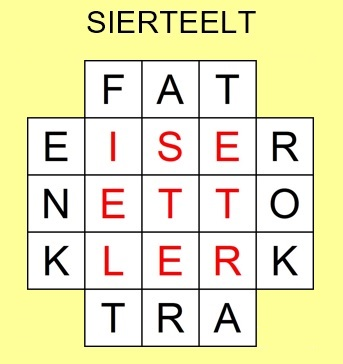
Oplossing van een hartbrekerpuzzels

Een Hartbrekerpuzzel (ook te vertalen als ‘Raadselachtige hartenbreker’ of ‘gebroken hartpuzzel’) is een woordpuzzel met gecombineerde elementen van een anagram en een kruiswoordraadsel.

## Beschrijving
- Het diagram van een hartbrekerpuzzel bestaat uit een veld van 3 x 5, dat wil zeggen het heeft 3 + 5 + 5 + 5 + 3 vakjes.
- De eerste en de laatste letter van de gezochte woorden staan aangegeven aan de rand van het diagram. De lege vakjes van het centrale vierkant van 3 x 3 (het hart) moeten worden ingevuld door de oplosser.
- Een bekend woord of (zinnetje) van negen letters staat als anagram vooraf aangegeven.
- De letters van het gegeven negenletterige woord (of zin) dienen zó in het centrale vierkant te worden gerangschikt, dat er samen met de gegeven letters drie horizontale en drie verticale woorden ontstaan.
- Deze zes algemeen bekende woorden van vijf letters zijn bij voorkeur zelfstandige naamwoorden.

## Mogelijkheden
Theoretisch zou een gebroken hartpuzzel kunnen worden samengesteld in een diagram dat de vorm zou hebben van een raster van 4x6, d.w.z. dat 4 + 6 + 6 + 6 + 6 + 4 velden zou hebben, waarin het "hart" een vierkant zou zijn. Dan zou het gegeven woord of de gegeven zin uit 16 letters moeten bestaan. De opdracht zou zijn om 8 woorden van zes letters te vinden.
Het is ook mogelijk om het raadselachtige hart plat te maken tot een diagram van 4 + 6 + 6 + 6 + 4 vakjes, waarin drie zesletterige en vier vijfletterige woorden moeten worden ingevuld.

## Ontstaan
Hartbrekerpuzzels werden in 2009 in Kroatië gelanceerd in het puzzeltijdschrift Feniks.  De puzzel is gebaseerd op het idee van het Engelse dagblad "Daily Mail". De eerste negen hartenbrekers werden in 2009 gemaakt door de auteur Alfa. Een hartbrekerpuzzel van het woord 'radiografie' werd gepubliceerd in het puzzelcafé Forum (26 januari 2010).

## Poolse Televisiequiz
Hartbrekerpuzzels waren rond 2018 onderdeel van de Poolse televisiequiz 'The Brain - Genialny umysł'. 
Aanvulpuzzel
· anagrampuzzel
· citaatpuzzel
· cryptogram
· doorloper
· droedel
· filippine
· hartbrekerpuzzel
· kruiswoordpuzzel
· paardensprong
· paspuzzel
· pentagrampuzzel
· petpuzzel
· rebus
· scrabble
· slashpuzzel
· spiraalpuzzel
· taartpuzzel
· weefpuzzel
· woordritsen
· woordladder
· woordvlechten
· woordworm
· woordzoeker
· wordfeud
· wordle
· wurdian
· Zweedse puzzel